# Cangetta furvitermen
Cangetta furvitermen is een vlinder uit de familie van de grasmotten (Crambidae), uit de onderfamilie van de Spilomelinae. De wetenschappelijke naam van deze soort is voor het eerst voorgesteld als Deuterophysa furvitermen door George Francis Hampson in een publicatie uit 1917.
De soort komt voor in Kenia en Malawi.